# Jeanne d’Arc – Die Frau des Jahrtausends
Jeanne d’Arc – Die Frau des Jahrtausends (Originaltitel: Joan of Arc) ist ein Historienfilm des Regisseurs Christian Duguay aus dem Jahr 1999. In der Haupt- und Titelrolle ist Leelee Sobieski zu sehen.

## Handlung
Erzählt wird das Leben von Jeanne d’Arc, der Jungfrau von Orléans, die in einem gespaltenen Frankreich lebt, das von England fast eingenommen worden ist. 1429/1430 unterstützte sie Frankreich im Kampf gegen die Engländer, wobei sie am Ende mit ihrem Leben auf dem Scheiterhaufen dafür zahlte, ihr Martyrium aber gleichzeitig Frankreich einte, was später die Vertreibung der Engländer ermöglichte.

## Kritiken
Prisma fand, das von RTL mitproduzierte Drama, „weist einige Längen auf“. Zudem sei es „in einigen Rollen fehlbesetzt, etwa Robert Loggia als Pastor mit doofer Perücke“. Der Historiker Gerd Krumeich urteilt, dass "außer der realistischen Kulisse […] nur der Titel zutreffend" sei.

## Hintergrund
Gedreht wurde der mit einem Budget von 20 Millionen US-Dollar produzierte Zweiteiler an Schauplätzen in Tschechien.

## Auszeichnungen (Auswahl)
Der Film wurde 1999 für zwölf Emmys nominiert und gewann auch einen der Fernseh-Oscars:
Auszeichnung
- Bester Männlicher Nebendarsteller: Peter O’Toole

Nominierung
- Beste Ausstattung
- Bestes Casting
- Bestes Kostümdesign
- Beste Regie
- Bestes Haarstyling
- Beste weibliche Hauptdarstellerin: Leelee Sobieski
- Beste Maske
- Bester Film
- Bester Schnitt
- Bester Ton
- Beste weibliche Nebendarstellerin: Jacqueline Bisset
- Beste weibliche Nebendarstellerin: Olympia Dukakis